# Itt és Most Társulat
Az Itt és Most Társulat (röviden Itt és Most), egy önálló társulattal rendelkező improvizációs színházi formáció, ami 2019 óta működik a ferencvárosi Itt és Most Színház és Közösségi Térben. Estjeiken a közönség ötleteiből építkezve minden előadáson más karakterek, jelenetek kerülnek a színpadra. Emellett tréningeket is tartanak, valamint saját és befogadott kulturális, közösségépítő programoknak adnak teret.

## Történet
A csoport 2011-ben profi színpadi, film- és szinkronszínészekből alakult Várnai Szilárd színész-rendező irányításával azzal a céllal, hogy olyan improvizatív vacsoraszínházi előadásokat adjon, melyekben a vacsora fogásai előtt és között egy étteremben az rögtönzött jeleneteken alapuló színház biztosít a hagyományos színházi előadáshoz képest lazább, kötetlenebb a légkört. Eleinte az előadások állandó helyszíne a Vén Pipás volt, míg be nem zárt. Hamarosan előálltak első önálló „csak” színházi estjükkel is, NevetségEST címmel. A vacsorák végül elmaradtak és teljesen a rögtönzéses játékoké lett a hangsúly.
Induláskor Gáspár Kata, Gerbert Judit, Hollai-Heiser Anna, Mohácsi Nóra, Bor László, Horváth Gergely és Jánosi Ferenc alkották a társulatot. Szintén tagok vagy tagok voltak: Turi Bálint, Szemerédi Bernadett, Előd Álmos, Csúz Lívia, Sirkó Eszter, Tóth András, Antal Bálint, Sipos Eszter. A társulat vezetője Várnai Szilárdot követően, a közalapítvány megalapításáig Horváth-Töreki Gergely volt.
A sikerre való tekintettel 2015-ben a társulat játékra invitálta az amatőr érdeklődőket is, így jött létre az első, „előjáték” fantázianevet viselő nyitott improvizációs tréning, ahol beavatószínház jelleggel színészek és nem színészek egyaránt színpadra állhattak vagy nézhették is egymást.
2017 őszétől a társulat állandó fellépőhelye a FAM – Fadrusz Alkotó Műhely. Az Itt és Most Társulat Művészeti Alapítvány szervezeti hátterével, a XI. kerületi Fadrusz utcában található helyszín három társulatnak adott otthont: az Itt és Most Társulat, az eNZo – Magyarország legkisebb imprótársulata és a DIÓ Humán Érlelő Központ.
Az Itt és Most Társulat 2018-ban nyerte el a Ráday utca 18. szám alatti helyiség bérleti jogát Ferencváros Önkormányzatának pályázatán. Ezzel létrejött az Itt és Most Színház és Közösségi Tér, mely 2023-ban az Itt és Most Közösségi Hub és Alkotóközponttal kiegészülve improvizációs színházi előadásoknak és tréningeknek, valamint kulturális, közösségépítő programoknak ad otthont.

## A társulat tagjai
2023-ban:
- Szőke Gábor
- Bán-Horváth Veronika
- Bernát Imola Tímea
- Borbás Gergő
- Gregus László
- Győri Zoltán
- Janó Anna
- Varju Nándor
- Szintai-Molnár Péter
- Vízkelety Borbála

## Itt és Most Társulat Művészeti Alapítvány
2017-ben alapították meg az Itt és Most Társulat Művészeti Alapítványt, mely a társulat szervezeti működését biztosítja. 2020 májusában az alapítványt közhasznú szervezetté minősítették.
Az Itt és Most Társulat Művészeti Alapítvány kuratóriumi elnöke és operatív vezetője Szőke Gábor.
A társulat szakmai vezetője Bán-Horváth Veronika színész, drámapedagógus, művészeti vezetője Borbás Gergő.
Az alapítvány a működése során az improvizáció műfajának népszerűsítését, illetve emellett az improvizáció személyiség- és közösségépítő hatását helyezi fókuszba. Ennek érdekében magánszemélyeknek és közösségeknek szóló tréningeket tart, ahol az alkalmazott improvizáció tárházából merített gyakorlatokkal adnak a résztvevők kezébe olyan módszereket, eszközöket, melyek a hétköznapok során is tudatos jelenlétre, kíváncsiságra, nyitottságra, elfogadásra és kérdésfeltevésre ösztönöznek.
Az alapítvány kiemelten fontosnak tartja komplex iskolai programok létrehozását, illetve ezek adaptálását felnőtt nézőkre. Ezekben a projektekben az érzékeny, nehéz témákat szakértői segítséggel, improvizációs színházi jelenetekkel dolgozzák fel.

## Itt és Most Színház és Közösségi Tér
2018-ban a társulat átalakult és azóta ugyanazokkal a tagokkal működik. 2019 januárjában egy új színházi és közösségi térbe költözött a Ferencvárosban, Itt és Most Színház és Közösségi Tér néven. Nyitásként megszervezték a StartFeszt elnevezésű háromnapos avatóeseményt, melynek folytatása 2020-ban és 2021-ben a ReStartFeszt, a színházak összművészeti fesztiválja volt. A 2021-es rendezvényhez a társulat kezdeményezésére már a Ráday utcában található többi színház és fellépőhely is csatlakozott: a Kettőspont / színház & spirituális ügynökség, a MáSzínház, Pinceszínház, a Stúdió K és a Karaván Színház. Ez a fesztivál alakult át 2022-ben a RUSZT – Ráday Utcai Színházi Találkozó elnevezésű rendezvénnyé, melyhez az az utca színházai mellett a VerShaker is csatlakozott YouTube-csatornájával. A RUSZT a Magyar Fesztiválszövetségtől 2022-ben a Minősített Fesztivál címet kapta.
A Közösségi Tér nem csak a társulat előadásainak játszóhelye, de egyben befogadó tér is más társulatok számára, illetve többféle művészeti ágnak, közösségépítő programnak is otthont ad.

## Előadások
A társulat leginkább angolszász improvizációs hagyományokon alapuló, alapvetően Keith Johnstone munkásságára által inspirált előadásokat játszik. Előadásaik, játszott formáik azonban saját, egyedi, máshol nem látható fejlesztések, nagy hangsúlyt fektetnek arra, hogy új utakat találjanak és akár több művészeti ágat is ötvözzenek.
2023-ban műsoraik:
- MesélŐk – Zenés improvizációs színházi előadás gyerekeknek és felnőtteknek. Egy mese elevenedik meg a színpadon a gyerekek inspirációi alapján. Királyfik, királylányok, boszorkányok, manók, sárkányok, beszélő állatok, trollok vagy akár a koponyányi monyók is felbukkanhat az előadásban.[24]
- Memento – A társulat filmes tematikájú előadása, melyben a színészek megcsavarják az idő fonalát – a végkifejlettől indulva, rögtönözve járják be az este során megszülető hősök útját, majd innen fejtik vissza, hogy a szereplők honnan indultak.[25]
- Kulcsember és Kulcsember Extra – Exkluzív, intim, rögtönzött színházi élmény, zene és színház, interjú és színpadi játék izgalmas összefonódása. Az előadás vendége jellemzően egy tehetséges alkotó (zenész, író, képzőművész). Az ő művei és személyes történetei inspirálják a játszókat. Az est során a nézők betekintést nyerhetnek az alkotói folyamatba, megismerkedhetnek az alkotások megszületésének történeteivel, és a művészt foglalkoztató emberi kérdésekkel.[26]
- Függőségeink – A társulat prevenciós előadása, mely hiányról, vágyról és feszültségoldásról szól egy meghívott szakember (Hamar János addiktológiai konzultáns) segítségével. Alapvetően egy olyan komplex program, mely improvizációs színházi részekből, csoportmunkából, szakértői tapasztalatok és személyes történetek megosztásából áll.[27]
- Filcember – Zene, színház, képzőművészet – több művészeti ágat ötvöző, kísérleti színházi előadás. Az előadásban részt vevő vizuális jegyzetelő valós időben készít rajzokat az előadásból inspirálódva, mely tovább inspirálja a színészeket és a zenészt. Az elkészült rajzok az előadás után meg is tekinthetőek, így egy rögtönzött kiállítás is születik.[28][29]
- Szórakozunk Veletek! – Céges előadás úgynevezett rövid formátumú játékokból összeállítva, melyben az inspirációt azok a történetek, legendák, szállóigék és kifejezések szolgáltatják, melyek minden munkahelyen, valamilyen formában jelen vannak.
- Föld2222 – A globális felmelegedéssel és a klímaváltozással foglalkozó előadás. Meghívott szakértő segít a vizsgálódásban, hogy milyen félelmek, megküzdési mechanizmusok, alkalmazkodási stratégiák jelenhetnek meg a témával kapcsolatban, miközben egy 2222-ben játszódó történet elevenedik meg a színpadon.[30]
- Tandem – Csak két színész a színpadon. A kettejük közötti kapcsolatok és történetek jelennek meg, a közönség inspirációi alapján.[31]
- LÁ(j)V Sztori – Egy különleges előadás, melyben egy pár története elevenedik meg olyan játékokon keresztül, melyek általában egy rövid formátumú előadásban jelennek meg.[32]
- A gyáva – A társulat repertoárjától eltérő, rendezett darab Sarkadi Imre kisregényéből. (Bemutató: 2022.10.23.)[33][34]

## Itt és Most Impró Akadémia
A társulat arra is nagy hangsúlyt fektet, hogy minél több embert megismertessen az improvizációval, a játékkal. Ezzel a céllal indult az Impró Akadémia, ahol bárki elsajátíthatja az improvizáció alapjait, vagy tovább mélyítheti tudását. Az Akadémiai rendszerben egymásra épülő kurzusokban vesznek részt a résztvevők. Ezen kívül azonban több lehetőséget is biztosít a társulat az improvizáció elsajátítására:
- Délelőtti örömjáték és ReImpró – bárki számára nyitott alkalmak.[35]
- ReBoot – klasszikus céges csapatépítő tréning az improvizáció eszköztárával.[36]
- Kapocs program – generációk színháza – komplex improvizáció alapú tréningsorozat, melynek célja, hogy az idősebb és a fiatalabb generációk közelebb kerüljenek egymáshoz, párbeszéd induljon meg a generációs szakadékok áthidalásával, kapcsolódási pontok keresésével.[37]

## Korábbi előadások
- Mesepecsenye rizsával (2012)[38]
- NevetségEST
- improEST "F.A.R.M.11 – H.A.I.est"[m 1][6]
- Csetepaté – az impró háború[39]
- költimpro[40]
- A félelem hőse – Al Ghaoui Hesna és az Itt és Most Társulat estje[41]
- Svung[42][43]
- Zanza[44]
- Zanza mini – improvizációs meseelőadás gyerekeknek és felnőtteknek[45]